# Колобова
Ко́лобова (рос. Колобова) — присілок у складі Тугулимського міського округу Свердловської області.
Населення — 156 осіб (2010, 169 у 2002).
Національний склад станом на 2002 рік: росіяни — 91 %.